# Roman Surżenko
Roman Surżenko (ur. 1972 w Taganrogu) – rosyjski autor komiksów.
W 1994 rozpoczął karierę pracując dla wydawnictwa Joy. Od 2011 jest rysownikiem komiksu Thorgal: Louve, pobocznej serii Thorgala. W 2012 r. ukazały się w Polsce jego dwa komiksy Wielesław do scenariusza Wiktora Agafonowa (słowiańska fantasy o przygodach woja Wielesława) oraz Mnich i wojownik do scenariusza Dmitrija Gubariewskiego (o przygodach samuraja Tejsiroa Takegiego i jego duchowego Mistrza) na łamach antologii komiksowej Krakers.
Komiksy Romana Surżenki wydane w Polsce:
- Thorgal: Louve - 1 - Raissa (sc. Yann le Pennetier, wyd. Egmont)

- Wielesław (sc. Wiktor Agafonow, 70 stron w Krakers 38/2012)

- Mnich i wojownik (sc. Dmitrij Gubariewski, 117 stron w Krakers 40/2012)